# Battleaxe (Band)
Battleaxe ist eine englische New-Wave-of-British-Heavy-Metal-Band aus Sunderland, die im Jahr 1981 gegründet wurde, sich Anfang der 1990er-Jahre auflöste und 2010 wieder zusammenfand.

## Geschichte
Die Band wurde Anfang 1981 gegründet. Nach kurzer Zeit wurde das Label Guardian Records auf die Band aufmerksam. Es folgten Aufnahmen für eine Kompilation. Außerdem war sie auch auf der Kompilation Roxcalibur mit zwei Liedern enthalten, auf der auch Satan und Black Rose zu hören waren. Dadurch wurde die Aufmerksamkeit auf die Band erhöht, was zu Radio- und TV-Auftritten führte. Dadurch erreichte sie einen Vertrag bei Music for Nations, bei dem das Debütalbum Burn This Town im Jahr 1983 erschien. Im Jahr 1984 ging die Band erneut ins Studio, um das zweite Album Power from the Universe aufzunehmen. Nach einigen weiteren Jahren der Aktivität und diversen Besetzungswechseln, löste sich die Band Anfang der 1990er Jahre auf. Im Jahr 2010 fand die Band wieder zusammen.

## Stil
Die Band spielt Musik der New Wave of British Heavy Metal, wobei der raue Gesang und die schnelle Spielgeschwindigkeit besonders charakteristisch sind.

## Diskografie
- 1982: Burn This Town (Single, Guardian Records)
- 1983: Burn This Town (Album, Music for Nations)
- 1984: Power from the Universe (Album, Music for Nations)
- 1985: Live n Kicking (Live-Album, Music for Nations)
- 2005: Nightmare Zone (EP, Sound King Entertains)
- 2014: Heavy Metal Sanctuary (Album, Steamhammer Records)